# Philip Younghusband
Philip "Phil" Younghusband (født 4. august 1987 i Ashford, Middlesex, England) er en engelsk-filippinsk fodboldspiller, som spiller i Davao Aguilas. Han har tidligere spillet for blandt andet Esbjerg fB og Chelsea.
Hans far er englænder, og hans mor er filippiner.
Phil Younghusband er hovedsageligt angriber, men kan også spille på midtbanen. Han har spillet i Chelsea siden 10-årsalderen.
Desuden er han filippinsk landsholdsspiller og har også spillet flere ungdomslandsholdskampe.